# Satyrus andromorpha
Satyrus andromorpha är en fjärilsart som beskrevs av Ramon Agenjo Cecilia 1963. Satyrus andromorpha ingår i släktet Satyrus och familjen praktfjärilar. Inga underarter finns listade.